# Jugendhilfe Köln
Die Jugendhilfe Köln e. V. (JHK) wurde 1976 auf Wunsch der Stadt Köln gegründet, um gegen die Jugendarbeitslosigkeit aktiv zu werden. Die JHK ist ein gemeinnütziger Verein und anerkannter freier Träger der Jugendhilfe mit unterschiedlichen Arbeitsfeldern. Die Programme und Projekte umfassen (Berufs-)Orientierung, Beratung, Begleitung, Beschäftigung, Arbeit, Qualifizierung und Vermittlung. Die Geschäftsstelle der Jugendhilfe Köln hat ihren Sitz in Köln-Ehrenfeld.

## Vereinszweck
Zweck des Vereins Jugendhilfe Köln ist, die Erziehung und Berufsbildung, die Jugendpflege und Jugendfürsorge sowie die Toleranz auf allen Gebieten der Kultur zu fördern und sozial benachteiligte und individuell beeinträchtigte Menschen durch psychosoziale Betreuung, Beratung und sonstige Hilfestellungen bei der Teilhabe am gesellschaftlichen Leben selbstlos zu unterstützen.

## Vorstand und Geschäftsführung
Vorsitzender der Jugendhilfe Köln e.V. ist der für Jugendhilfeangelegenheiten zuständige Beigeordnete der Stadt Köln, derzeit Robert Voigtsberger. Die/der Vorsitzende und die/der stellvertretende Vorsitzende des Jugendhilfeausschusses der Stadt Köln sind stellvertretende Vorsitzende. Dies sind aktuell Dr. Ralf Heinen und Floris Rudolph. Geschäftsführerin seit 2002 ist Almut Gross. Ihr Vorgänger, Herbert Schorn, wurde nach 25 Jahren in den Ruhestand verabschiedet.

## Tochtergesellschaften
Die Jugendhilfe Köln e.V. hat zwei gemeinnützige Tochtergesellschaften: Die KölnKitas gGmbH, betreibt knapp 40 Kindertagesstätten und Familienzentren. Unter dem Dach der zweiten Tochter, der Jugendzentren Köln gGmbH, sind 21 Jugendeinrichtungen und 16 Schulstandorte mit einem Offenen Ganztagesangebot vereint. Die drei Institutionen arbeiten eng zusammen und werden von derselben Geschäftsführerin geleitet.